# Apostoliska nuntiaturen i Polen

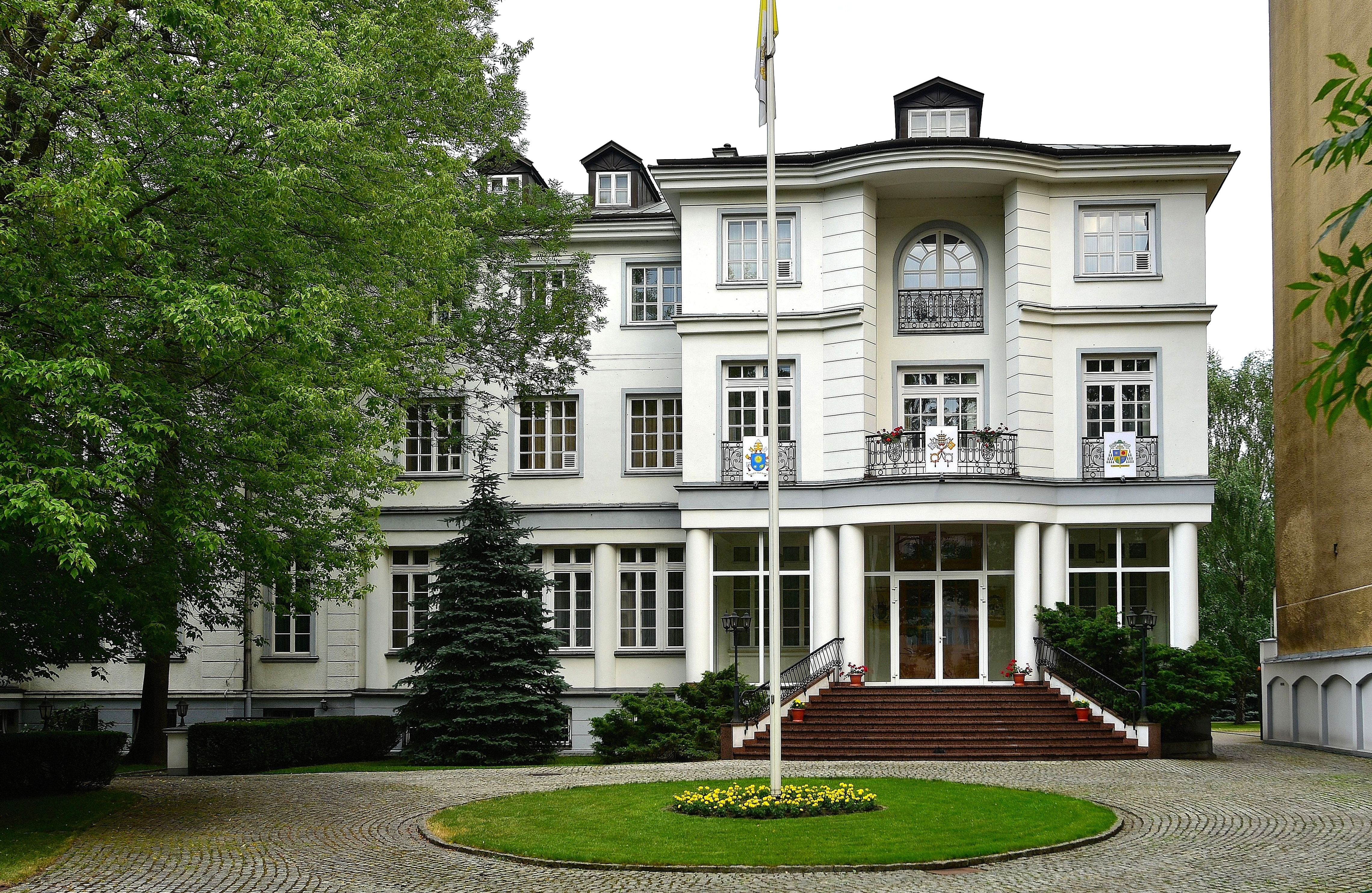
Apostoliska nuntiaturen i Warszawa, Polen.

Heliga stolens diplomatiska relationer
Direkta diplomatiska relationer
Indirekta diplomatiska relationer
Diplomatiska relationer saknas

Apostoliska nuntiaturen i Polen, Apostoliska nuntien i Polen, är en apostolisk nuntiatur belägen i Warszawa, Polen, tillika Heliga stolens och påvens legat och diplomatiska beskickning i den katolska kyrkan i Polen. Dagens säte, vars apostoliska nuntiatur är den en av de äldsta, har existerat sedan 1555. Den apostoliska nuntien tillerkänns första diplomatiska rang, samma rang som en ambassadör, enligt artikel 14 i Wienkonventionen (1961).
Apostoliska nuntiaturen i Polen spelade en viktig roll cirka 1582-1622 under tiden för reformationen i Sverige, då dess legater ansvarade för den katolska missionsprovinsen i bland annat Sverige. Bland de mer framstående av dessa framträder biskop Germanico Malaspina, som reste till Sverige tillsammans med dåvarande svenske, katolske kung Sigismund under 1590-talet i försök att åstadkomma religionsfrihet för katolikerrna. När detta misslyckades och Sigismund avsattes från tronen efter avsättningskriget mot Sigismund, hanterades frågan vidare av kongregationen Propaganda Fide från dess bildande 1622, varefter Apostoliska vikariatet i de nordiska missionerna från år 1667.
Tre nuntier i Polen har blivit valda till påve. Tre var kardinaler när de utnämndes till nuntie och resterande, med undantag för Filippo Cortesi, utnämndes senare till kardinal.

## Förteckning över diplomatiska representanter för den Heliga Stolen

### Medeltiden

#### Påvliga legater
- Robert, kardinaldiakon (legat vid kongressen i Gniezno år 1000)
- Gwalon, biskop av Beauvais (1103)
- Gilles, kardinalbiskop av Tusculum (1124 lub ok. 1126)
- Humbald, kardinalpräst SS. Giovanni e Paolo (1145)
- Guido di Crema, kardinaldiakon S. Maria in Portico (1148)
- Rainald (cirka 1177/80)
- Giovanni Malabranca, kardinaldiakon S. Teodoro (1189)
- Pietro Capuano, kardinaldiakon S. Maria in Via Lata (1197)
- Gregorio Crescenzi, kardinaldiakon S. Teodoro (1223)
- Jacques Pantaleon, ärkediakon av Liège (1247–1249)
- Guy de Bourgogne, kardinalpräst S. Lorenzo in Lucina (VI 1267 - II 1268)
- Filip, biskop av Fermo (1279)
- Giovanni Boccamazza, kardinalbiskop av Frascati (1286)
- Julian Cesarini, kardinalpräst S. Sabina (14 III - 24 X 1442)

### 1500-1700

#### Medlemmar (internuntier) och apostoliska legater
- Zachariasz Forreri bp gardeński - 12 IX 1519 - pocz. VII 1521
- Tomasz Crnić bp skardoneński - po 9 I 1522 - poł 1523
- Jan Antoni Pulleoni baron - 20 II 1524 - 21 VII 1526
- Mikołaj Fabri - 14 XI 1525 - 6 II 1526
- Jan Franciszek Cito OFM bp skareński - 13 X 1525- 1 IV 1527
- Pamfiliusz Strassoldo prot. apost. - 21 VII 1536 - ok. 20 XII 1536
- Hieronim Rorario prot. - przed 29 VII 1539 - po 5 IV 1540
- Otto Waldburg a Truchsess szamb. - przed 29 VII 1542 - 8 XI 1542
- Hieronim Martinengo opat leneński - przed 25 II 1548 - 23 IX 1548
- Marek Antoni Maffei prot. apost. - 22 V 1553 - po 11 VIII 1553

#### Nuntier och apostoliska legater
- Luigi Lippomano (1555-1558)
- Kamil Mentovato bp satraneński - pocz. VII 1558 - zm. po 12 X 1558
- Bernardo Bongiovanni bp kameraceński - przed 7 II 1560 - 7 VIII 1563
- Giovanni Francesco Commendone bp zanteński - VIII 1563 - 8 XII 1565
- Giulio Ruggieri prot. apost. - VII 1565 - po 15 III 1568
- Vincenzo dal Portico prot. apost. - 15 XI 1567 - 29 VIII 1573
- Giovanni Francesco Commendone kardinal, legat - przed 18 VI 1571 - 13 X 1573
- Vincenzo Laureo bp Mons Regalis - 25 VII 1572 - ok. 1 IX 1578
- Jan Andrzej Caligari bp bretenoneński - koniec XII 1577 - po 25 IX 1581
- Albert Bolognetti bp massaneński - pocz. IV 1581 - po 5 IV 1585
- Hieronim De Buoi bp kameryński - po 29 IX 1584 - III 1587
- Hannibal De Capua abp neapolitański - przed 6 IX 1586 - 1 V 1591
- Ippolito Aldobrandini (1588-1589) - późniejszy papież Klemens VIII
- Jerzy Radziwiłł kardinal, legat - 14 II 1592 - zakon. 14 VI 1592
- Germanicus Malaspina bp S. Severa - przed 30 V 1592 - 20 IV 1598
- Henryk Caetani kard. legat - 3 IV 1596 - 16 IV 1597
- Klaudiusz Rangoni bp regieński - przed 20 X 1598 - 6 II 1607
- Franciszek Simonetta bp fulginateński - 3 VI 1606 - zm. 19 I 1612
- Leliusz Ruini bp balneoregieński - po 2 V 1614 - 6 X 1621
- Cosimo de Torres (Cosmo, Cosmas) - 1621 - zrezygnował 1622 - kardinal
- Giovanni Battista Lancellotti - 1623-1628
- Antonio Santacroce - 1627 - 1631 - kardinal
- Mario Filonardi - 1635 - 1643 - arcybiskup
- Pietro Vidoni - 1652 - zrezygnował 1660 - kardinal
- Antonio Pignatelli - 1660 - 10 marca 1668 - późniejszy papież Innocenty XII
- Galeazzo Marescotti - 1668 - 13 sierpnia 1670 - kardinal
- Angelo Maria Ranuzzi - 1671 - 3 listopada 1672- kardinal
- Francesco Buonvisi - 1672- 28 lipca 1675 - kardinal
- Angelo Maria Ranuzzi - 1675 - 1675 - kardinal
- Andrea Santacroce - 1690 - 1696, następnie nuncjusz w Austrii
- Gianantonio Davia - 1696 - 1698 - kardinal
- Francesco Pignatelli 1700-1703
- Settimio Paluzi - 1703-1704
- Orazio Filippo Spada - 1704-1706
- Nicola Spinola - 1708-1712 - kardinal
- Giulio Piazza - 1706 - 1709 - kardinal
- Girolamo Grimaldi - 1712-1721 - kardinal
- Girolamo Archinto - 1721
- Vincenzo Santini - 1722-1728
- Camillo Paolucci - 1727-1738 - kardinal
- Fabrizio Serbelloni - 1738-1746 - kardinal
- Alberico Archinto - 1746-1754 - kardinal
- Niccolò Serra - 1754 - 1760 - kardinal
- Antonio Eugenio Visconti - 1760 - 1766 - kardinal
- Angelo Maria Durini - 1767 - 1772 - kardinal
- Giuseppe Garampi - 1772 - 1776 - kardinal
- Jan Andrzej Archetti - 1776 - 1783 - kardinal
- Ferdinando Maria Saluzzo - 1784 - 1794 - kardinal
- Lorenzo Litta - 1794 - 1794 - kardinal

### Polens andra republik
- Ambrogio Damiano Achille Ratti (1919 - 1921) - senare påve Pius XI
- Lorenzo Lauri (1921 - 1926) - kardinal
- Francesco Marmaggi (1928 - 1936) - kardinal
- Filippo Cortesi (1936 - 1939, 1947) - ärkebiskop

### Efterkrigstiden
- Luigi Poggi (1975 - 1986) - ärkebiskop (delegat för Heliga stolen)
- Francesco Colasuonno (1986 - 1989) - kardinal
- Józef Kowalczyk (1989 - 2010) - ärkebiskop
- Celestino Migliore (2010-) - ärkebiskop